# Franz Dienert
Franz Dienert (1 de janeiro de 1900 - 1978) foi um futebolista alemão que competiu na Copa do Mundo FIFA de 1934.